# Stephen Hillier

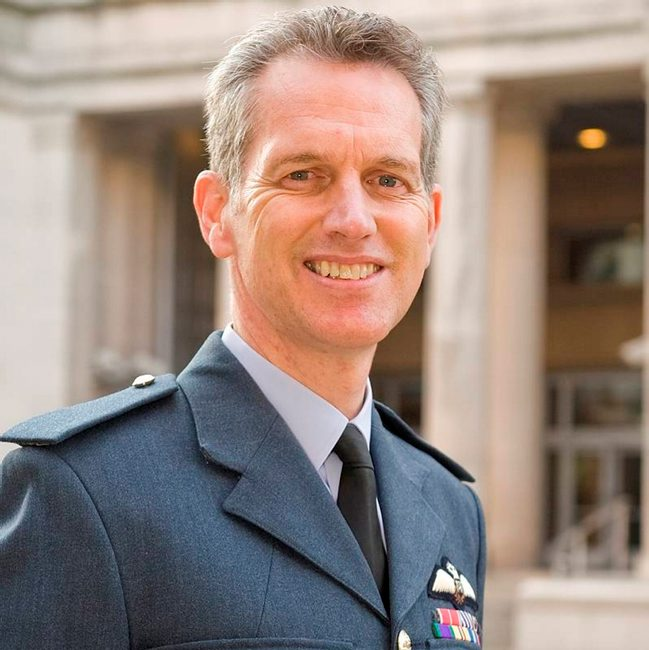
Sir Stephen Hillier als Air Marshal (29. Januar 2016).

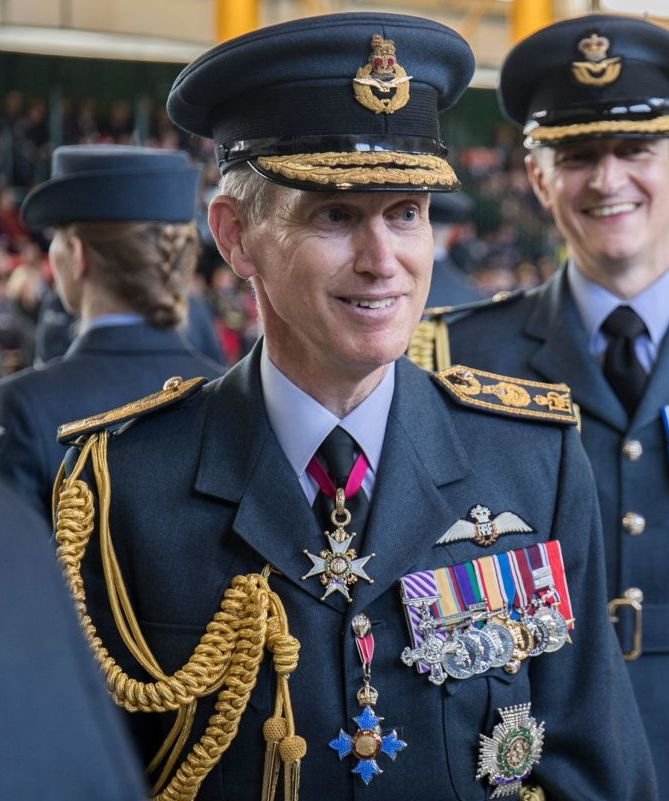
Air Chief Marshal Sir Stephen Hillier (2019).

Sir Stephen John Hillier, KCB, CBE, DFC, AFC (* 1962 in Kilmarnock, Ayrshire, Schottland) ist ein ehemaliger britischer Offizier der Royal Air Force, der als General (Air Cheif Marshal) zwischen 2016 und 2019 Chef des Luftwaffenstabes (Chief of the Air Staff) war und seit 2020 Vorsitzender der Zivilluftfahrtbehörde CAA (Civil Aviation Authority) ist.

## Leben
Stephen Hillier trat nach dem Besuch der 1630 gegründeten Kilmarnock Academy 1980 in die Royal Air Force ein und absolvierte eine Ausbildung als Pilot von Panavia Tornado-Mehrzweckkampfflugzeugen sowie als Fluglehrer. 1991 flog er während des Zweiten Golfkrieges im Rahmen der Operation Desert Storm 16 Kampfmissionen über dem Irak. Am 27. November 1998 übernahm er als Oberstleutnant (Wing Commander) den Posten als Kommandanduer (Commanding Officer) des No. 2 Squardon RAF und hatte diesen Posten bis zum 15. September 2000 inne. 1999 erhielt er das Distinguished Flying Cross (DFC) für Operationen über dem Irak. Er war einer von elf Offizieren, die im Februar 2000 von Königin Elisabeth II. im Buckingham Palace mit einem Tapferkeitsreis ausgezeichnet wurden. Als Oberst wurde er 2003 Kommandant des Luftwaffenstützpunktes RAF Lossiemouth und bekleidete diese Funktion bis 2004. Im Oktober 2003 wurde ihm zudem die Bronze Star Medal sowie 2004 die Würde eines Commander des Order of the British Empire (CBE) verliehen.
Im April 2005 übernahm Hillier als Brigadegeneral (Air Commodore) im Luftwaffenstab den Posten als Head of Theatre Airspace Equipment Capability und war als solcher bis August 2008 Leiter des Referats Einsatzfähigkeit der Luftraumausrüstung. Im Anschluss fungierte er als Generalmajor (Air Vice-Marshal) als Kommandeur AOC (Air Officer Commanding) der No.2 Group RAF. Im Juni 2012 übernahm er die Funktion als stellvertretender Chef des Verteidigungsstabes für Einsatzfähigkeit (Deputy Chief of the Defence Staff (Capability)) und bekleidete diese Funktion bis Januar 2016. In dieser Zeit wurde er am 31. Dezember 2013 zum Knight Commander des Order of the Bath (KCB) geschlagen, so dass er seither den Namenszusatz „Sir“ führte. Im Oktober 2015 wurde er Generalleutnant (Air Marshal).
Zuletzt wurde Sir Stephen Hillier im Juli 2016 zum General (Air Chief Marshal) befördert und löste Air Chief Marshal Andrew Pulford am 12. Juli 2016 als Chef des Luftwaffenstabes (Chief of the Air Staff) ab. Er hatte diese Funktion bis Juli 2019 inne und wurde daraufhin von Air Chief Marshal Sir Michael Wigston abgelöst. Im Mai 2020 wurde er zum Vorsitzenden der Zivilluftfahrtbehörde CAA (Civil Aviation Authority) ernannt und übernahm dieses Amt offiziell zum 1. August 2020.
Aus seiner 1984 geschlossenen Ehe mit Elaine Hiller gingen die Tochter Rebecca und der Sohn Alexander Hillier hervor.